# かじがや卓哉
かじがや 卓哉（かじがや たくや、1982年10月8日 - ）は、日本のピン芸人。税理士。神奈川県伊勢原市出身。横浜市立横浜商業高等学校卒業。本名は梶ヶ谷 卓哉（読み同じ）。吉本興業東京本部所属。東京NSC14期生。

## 概要
- 家電量販店で10年以上働いていた経験があり、家電製品総合アドバイザーの資格を持つ。『アメトーーク!』の「iPhone使いこなせてない芸人」にて、iPhoneを使いこなすアドバイザー側の役割で出演し、一躍知名度を上げる[1]。
- 2作目の著書「iPhone芸人かじがや卓哉のスゴいiPhone」（インプレス）は2018年のiPhone関連本の中で日本一の販売実績[2] となった。
- 2024年9月にカリフォルニア州クパチーノ市Apple本社で行われた新型iPhone発表会に招待されている。
- YouTube公式チャンネル「かじがや電器店」はチャンネル登録者70万人を超えている[3]。
- NSC在学中に税理士試験に合格し[4]、日本税理士会連合会所属の税理士である。NSCに入った理由は、税理士試験の勉強をしているうちに友人がいなくなってしまい、合格を報告できる友人が欲しいと考えたため。
- 25歳の時に税理士試験に合格したが、当時の25歳以下の合格者はわずか52人であった。（合格時の平成20年度税理士試験受験者総数は51,863人で合格者は964人そのうち25歳以下の合格者は52人）[5]
- 家電量販店での販売実績がよく、「うちに来ないか？」とヘッドハンティングされたこともあり、時給がどんどん上がり最終的に時給2,100円まで上がった。その時給が魅力的だったため、税理士の資格を取った後も家電量販店をやめる決心がつかなかったと著書「スゴいiPhone」で語っている[6]。
- トレードマークは青いTシャツ。ピン芸人としては主にヨシモト∞ホールに出演し、iPhoneや税金を題材にした漫談を行っている[7]。
- R-1ぐらんぷりの最高成績は3回戦進出[8]。
- 高校時代に卓球で神奈川県ベスト16になった事がある（男子シングルス）。

## 出演

### テレビ番組
- 雨上がり決死隊のトーク番組アメトーーク!(テレビ朝日系列、2015年1月29日[9]、2016年1月28日[10]、2016年11月20日[11]、2016年12月11日[12]、2017年12月30日[13]、2018年2月11日[14]、2018年3月4日[15]、2018年12月30日[16]、2019年3月21日[17]、2019年12月30日[18])家電芸人、iPhone使いこなせてない芸人
- やりすぎ都市伝説(テレビ東京系列、2016年12月23日[19]、2017年6月30日[20]、2017年9月29日[21]、2018年7月27日[22]、2019年5月24日[23]、2019年12月28日[24])
- この差って何ですか?(TBSテレビ系列、2019年9月24日、2019年11月26日、2020年1月14日、2020年3月17日、2020年3月31日、2020年6月2日、2020年8月18日)
- 中居正広のニュースな会(テレビ朝日系列、2019年9月7日、2019年9月14日、2019年9月28日、2019年10月5日、2019年12月21日、2020年3月14日、2020年6月20日)
- ワイドナショー(フジテレビ系列、2018年10月14日[25])
- 踊る!さんま御殿!!(日本テレビ系列、2019年5月21日[26])
- ヒルナンデス!(日本テレビ系列、2019年12月6日、2020年2月28日[27])
- 教えてもらう前と後(TBSテレビ系列、2020年3月10日)
- ソクラテスのため息〜滝沢カレンのわかるまで教えてください〜(テレビ東京系列、2020年1月22日、2020年3月10日、2020年3月25日、2020年4月22日、2020年6月10日)
- ゴゴスマ -GO GO!Smile!-(TBSテレビ系列、2018年3月13日、2018年12月18日、2019年7月9日、2020年3月31日)
- Mr.サンデー(フジテレビ系列、2020年7月26日）
- グッとラック!(TBSテレビ系列、2020年2月11日)
- あさチャン!(TBSテレビ系列、2020年2月28日)
- まるっと!サタデー(TBSテレビ系列、2020年4月25日)
- 村上マヨネーズのツッコませて頂きます!(関西テレビ系列、2020年4月27日)
- KinKi Kidsのブンブブーン(フジテレビ系列、2017年7月23日、2020年8月15日）
- サタデープラス(TBSテレビ系列、2019年10月5日、2020年1月4日)
- ビーバップ!ハイヒール(ABCテレビ、2019年12月12日)
- ぐるっと関西おひるまえ(NHK大阪、2020年7月9日)
- よじごじDays(テレビ東京、2019年11月7日、2020年4月21日)
- 世界くらべてみたら(TBSテレビ系列、2018年5月31日、2019年10月26日)
- オータケ・サンタマリアの100まで生きるつもりです(テレビ朝日系列、2019年7月6日、2019年9月7日、2019年9月14日、2019年9月28日)
- よるのブランチ(TBSテレビ系列、2021年12月15日)

## 著書
- iPhone芸人かじがや卓哉がズバリ教えるiPhone初心者今日から役立つ 100のネタ（秀和システム　2016年12月22日発売）[28]
- iPhone芸人かじがや卓哉のスゴいiPhone（インプレス　2017年12月7日発売）
- iPhone芸人かじがや卓哉のもっとスゴいiPhone（インプレス　2018年12月21日発売）
- iPhone芸人かじがや卓哉の今度はスゴいスマホ（インプレス 2019年8月29日発売）
- iPhone芸人かじがや卓哉の超スゴいiPhone（インプレス 2019年12月20日発売）
- はじめてのスマホアプリ完全ガイド（宝島社 2020年8月7日発売）
- iPhone芸人かじがや卓哉のスゴいiPhone12（インプレス 2021年2月5日発売）
- iPhone芸人かじがや卓哉のスゴいiPhone13（インプレス 2022年2月10日発売）
- iPhone芸人かじがや卓哉のスゴいiPhone14（インプレス 2023年1月23日発売）
- iPhone芸人かじがや卓哉のスゴいiPhone15（インプレス 2023年12月21日発売）
- iPhone芸人かじがや卓哉のスゴいiPhone16（インプレス 2024年12月24日発売）